# Merbes-le-Château
Merbes-le-Château är en kommun i Belgien.   Den ligger i provinsen Hainaut och regionen Vallonien, i den centrala delen av landet, 60 km söder om huvudstaden Bryssel. Antalet invånare är 4 264.
Trakten runt Merbes-le-Château består till största delen av jordbruksmark. Runt Merbes-le-Château är det ganska tätbefolkat, med 72 invånare per kvadratkilometer.